# Place Nathalie-Lemel
Place Nathalie-Lemel je náměstí v Paříži ve 3. obvodu.

## Poloha
Na trojúhelníkovitém náměstí se sbíhají ulice Rue Dupetit-Thouars a Rue de la Corderie. V severní části náměstí se nachází Wallaceova fontána.

## Historie
Náměstí vzniklo z původní křižovatky městskou vyhláškou v únoru 2007 a bylo dne 8. března (Mezinárodní den žen) téhož roku pojmenováno po Nathalie Lemelové (1826–1921), anarchistce a revolucionářce, která se účastnila v roce 1871 bojů na barikádách za pařížské komuny.